# Подгорный ИТЛ
Подгорный ИТЛ (Подгорлаг, Подгорный ЛО) — исправительно-трудовой лагерь, находившийся в Киргизской ССР у города Фрунзе.

## История
Подгорный ИТЛ появился 14 мая 1953 года в результате переименования Строительства 612 и ИТЛ и действовал до 9 марта 1956 года. Управление лагеря располагалось в селе Калининское Киргизской ССР (позднее — перенесено в город Фрунзе) и подчинялось ГУЛАГ Министерства юстиции (с 1954 года — ГУЛАГ МВД). Между 3 февраля и 1 августа 1955 года лагерь находился в ведении Главпромстроя.

## Деятельность осуждённых
Труд заключенных лагеря состоял в обслуживании Строительства 612, строительства цехa в поселке Кара-Балта, сооружений на Курдайском руднике, линий электропередач, жилых домов, дороги Кочкорка-объект, бетонного завода, строительства совхозов в Казахской ССР и машинно-тракторной станции в Нарыме.

## Численность осуждённых
| Год  | Кол-во заключённых |
| ---- | ------------------ |
| 1953 | 4 427              |
| 1954 | 3 810              |
| 1955 | 2 268              |
| 1956 | 1 531              |